# بارجة فئة دويتشلاند
فئة دويتشلاند هي مجموعة من خمس سفن من ما قبل-دريدنوت تم تصميمها لصالح البحرية الإمبراطورية الألمانية. تتكون الفئة من Deutschland Hannover Pommern Schlesien Schleswig-Holstein. بنيت بين عامي 1903 و1908، تشبه السفن سفن Braunschweig فئة السابقة، على الرغم من أن لديهم دروغ أقوى للحماية. تم إهمالها قبل أن تكتمل بإطلاق سفينة حربية تابعة للبحرية الملكية أتش أم أس Dreadnought في عام 1906. نتيجة لذلك، كانت السفن الأخيرة من هذا النوع التي بنيت للبحرية الألمانية. وتبعهم سفن الفئة Nassau، أول دريدنوت لألمانيا.
مع تكليف الئة دويتشلاند، كان للأسطول ما يكفي من البوارج لتشكيل أسراب معركة كاملة؛ تم بعد ذلك تم إعادة تنظيم الأسطول في أسطول أعالي البحار، والذي شهد قتالًا خلال الحرب العالمية الأولى. على الرغم من تقادمها، شاركت جميع هذه السفن الخمسة في معركة جوتلاند في 31 مايو - 1 يونيو 1916. غرقت سفينة بوميران. بعد المعركة، تمت سحب السفن الأربع الباقية من الأسطول على خط المواجهة وتم استخدامها في مهام ثانوية. سمحت معاهدة فرساي لألمانيا بالاحتفاظ بعدة سفن حربية قديمة للدفاع الساحلي، بما في ذلك سفن دويتشلاند الأربع المتبقية.
ومع ذلك، بدلاً من استخدامها كسفينة دفاع ساحلية، تم تفكيك دويتشلاند في 1920-1922. كان من المقرر تحويل هانوفر إلى سفينة إستهداف، على الرغم من أن هذا لم يحدث أبدًا. فككت في نهاية المطاف انفصلت في 1944-1946. كانت شليسيان وشليسفيغ هولشتاين هما السفينتان الوحيدتان في الفئة التي أشتركت كسفن على خط المواجهة في رايخ مارين وفي وقت لاحق لكريغسمارينه. شهدت كل من السفن واجب محدودة خلال الحرب العالمية الثانية، والذي افتتحه اطلاق البنادق الرئيسية شليسفيغ هولشتاين في قلعة البولندية في ويستربلات. قرب نهاية الحرب، غرقت السفينتان.

### الخصائص العامة

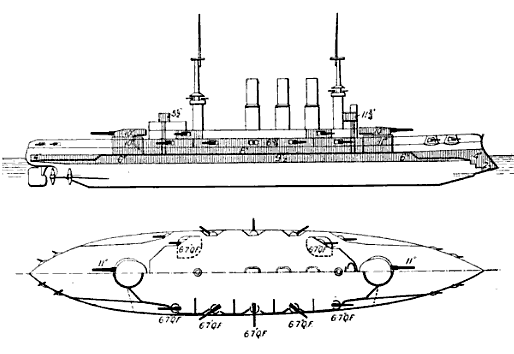
خط الرسم من الدرجة Deutschland

## الحواشي

### اقتباسات
1. ↑  "معلومات عن بارجة فئة دويتشلاند على موقع id.loc.gov". id.loc.gov. مؤرشف من الأصل في 2020-10-22.